# Um por Todos
Um por Todos é o terceiro álbum de estúdio do grupo de hip hop cristão brasileiro Ao Cubo, lançado em 2009. O álbum já vendeu mais de 50 mil cópias.

## Faixas
1. Proibido Chorar
2. Respeito é a Chave
3. Terra
4. Filhos
5. Vale Ouro
6. Nasci Pra Vencer
7. Põe na Conta
8. Amanheceu
9. Não Acabou
10. Um Por Todos
11. Livre Arbítrio
12. Alforria